# 蘇薩副南鰍
蘇薩副南鰍（學名：Paraschistura susiani），為輻鰭魚綱鯉形目條鰍科副南鰍屬的其中一種。分布於亞洲伊朗Jarahi淡水流域，體長可達4.4公分，棲息在河川底層水域，生活習性不明。

## 扩展阅读
維基物種上的相關：蘇薩副南鰍